# マーティン・ファウラー

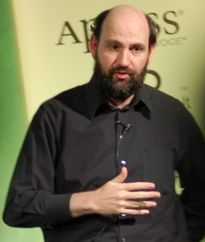
マーティン・ファウラー

マーティン・ファウラー (英: Martin Fowler、1963年 - ) は、アメリカ合衆国で活動しているソフトウェア技術者である。
ソフトウェアアーキテクチャについての、いくつかの本の著者、および講演者として、広く知られている。
とりわけオブジェクト指向分析とオブジェクト指向設計、統一モデリング言語 (UML) 、アナリシスパターンをはじめとしたソフトウェアパターン、エクストリーム・プログラミング (XP) を含むアジャイルソフトウェア開発方法論の、各分野において、活発に活動している。

## 経歴
イギリスのウォルソールで生まれ、10年間ロンドンに住んだのち、1994年にアメリカ合衆国に移住。現在は、ボストン郊外のマサチューセッツ州メルローズで暮らしている。
1980年代初めにソフトウェアの仕事を始め、1980年代の半ばからはオブジェクト指向に取り組みはじめた。ソフトウェア開発に関する有名な5冊の本を著している (#著書の節を参照) 。Smalltalkの熟練プログラマ (smalltalker) でもある。
2000年3月から、ThoughtWorks社に主席技術者として勤務している。同社は、システムインテグレーションとコンサルティングを業務とする会社である。
アジャイル・アライアンス (Agile Alliance) のメンバーであり、2001年にアジャイルソフトウェア開発宣言の起草を支援した。宣言には、ファウラーを含む17人が加わった。
インターネットで Bliki (blog と wiki を折衷したもの) を公開し運営している。
依存性の注入（Dependency injection） という用語も彼が発案した。

## 著書
- 『アナリシスパターン 再利用可能なオブジェクトモデル』堀内一(訳)、友野晶夫(訳)、児玉公信(訳)、大脇文雄(訳)、ピアソン・エデュケーション、2002年 (1998年初版) ISBN 4894716933
  - Analysis Patterns: Reusable Object Models. (1996). Addison-Wesley. ISBN 0-201-89542-0.
- 『リファクタリング: プログラムの体質改善テクニック』児玉公信(訳)、友野晶夫(訳)、平澤章(訳)、梅澤真史(訳)、ピアソン・エデュケーション、2000年 ISBN 4894712288
  - Refactoring: Improving the Design of Existing Code. Fowler, Martin; Kent Beck, John Brant, William Opdyke, and Don Roberts (June 1999). Addison-Wesley. ISBN 0-201-48567-2.
- 『XPエクストリーム・プログラミング実行計画』ケント・ベック(共著)、飯塚麻理香(訳)、長瀬嘉秀(監訳)、ピアソン・エデュケーション、2001年 ISBN 4894713411
  - Planning Extreme Programming. Fowler, Martin; Kent Beck (1999). Addison-Wesley. ISBN 0-201-71091-9.
- 『エンタープライズアプリケーションアーキテクチャパターン』長瀬嘉秀(監訳)、株式会社テクノロジックアート(訳)、翔泳社、2005年 ISBN 4798105538
  - Patterns of Enterprise Application Architecture. Fowler, Martin; David Rice, Matthew Foemmel, Edward Hieatt, Robert Mee, and Randy Stafford (November 2002). Addison-Wesley. ISBN 0-321-12742-0.
- 『UML モデリングのエッセンス 第3版』羽生田栄一(監訳)、多摩ソフトウェア有限会社(訳)、翔泳社、2005年 ISBN 4798107956
  - UML Distilled: A Brief Guide to the Standard Object Modeling Language (3rd ed. ed.). Fowler, Martin (September 2003). Addison-Wesley. ISBN 0-321-19368-7.
- 『ドメイン特化言語 パターンで学ぶDSLのベストプラクティス46項目』レベッカ・パーソンズ(共著)、ウルシステムズ株式会社 (監修)、ピアソン桐原、2012年 ISBN 4864010471
  - Domain-Specific Languages. Fowler, Martin; Rebecca Parsons (November 2010). Addison-Wesley. ISBN 0-321-71294-3.